# EC Red Bull Salzburg
EC Red Bull Salzburg je avstrijski hokejski klub, ki igra v Ligi EBEL. Domače tekme igrajo v Salzburgu v Avstriji. Njihova dvorana se imenuje Eisarena Salzburg.